# Otto Schulze
Otto Schulze (ur. 13 sierpnia 1868 we Wrzecieniu, zm. 7 czerwca 1941 w Gdańsku) – profesor zwyczajny budownictwa wodnego i portowego.
Absolwent Politechniki Berlińskiej, po uzyskaniu dyplomu pracował w pruskiej administracji urządzeń wodnych. Od 1896 był rządowym mistrzem budowlanym, od 1902 pracował w Ministerstwie Robót publicznych w Berlinie. Od 1904 inspektor konstrukcji wodnych.
Od 1904 profesor zwyczajny budownictwa wodnego i lądowego na Politechnice Gdańskiej, w latach 1919–1923 rektor uczelni. Założyciel Towarzystwa Przyjaciół Politechniki Gdańskiej (1921).
Od 1917 tajny radca rządowy, w latach 1924–1925 członek senatu Wolnego Miasta Gdańska.
W roku 1924 otrzymał tytuł doktora inżyniera honoris causa Politechniki Berlińskiej.